# Ephyros

Epir starożytny – Ephyra na południu regionu, w kraju Thesprotów

Ephyros (Ἔφυρος) – heros eponimiczny epirockiego miasta Ephyra, wymieniony przez Stefana z Bizancjum w haśle Ἔφυρа. Syn Thesproty Ambraksa, wnuk Lykaona, prawnuk narodzonego z ziemi Arkadyjczyka Pelasgosa.